# Абакумовська (Верховазький район)
Абаку́мовська (рос. Абакумовская) — присілок у складі Верховазького району Вологодської області, Росія. Входить до складу Нижньо-Вазького сільського поселення.

## Населення
Населення — 16 осіб (2010; 20 у 2002).
Національний склад (станом на 2002 рік):
- росіяни — 95 %